# Camélia du Japon
Camellia japonica
Espèce
Classification APG III (2009)
Statut de conservation UICN

 LC  : Préoccupation mineure
Camellia japonica, communément appelé Camélia du Japon ou plus simplement camélia, est une espèce de plantes à fleurs de la famille des Theaceae. C'est un arbuste originaire d'Asie.

## Historique
D'abord cultivé en Chine, puis au Japon, notamment pendant la période Edo, où il jouait un rôle majeur dans la cérémonie du thé (en particulier les types Higo et wabisuke), (ne pas confondre le Camellia japonica et le Camellia sinensis que l'on utilise pour le thé), le camélia s'est très vite répandu dans toute l'Europe au cours de la première moitié du XIXe siècle, avant de sombrer dans un oubli relatif, jusqu'à l'apparition des premiers hybrides dans les années 1930. Elle est aussi appelée Rose du Japon.
Le camélia "de Higo", ancienne province appelée aujourd'hui Kumamoto, était un emblème des Samouraïs de cette région car il avait la particularité d'avoir plus de 200 étamines qui occupaient la quasi-totalité de la fleur, composée de 5 à 9 pétales disposés à plat. Pour les Samouraïs, cela faisait référence à l'importance du "cœur" par rapport à celle du corps (à l'inverse des camélias "wabisuke", symboles d'humilité et de recueillement). Plus tard, durant l'ère Meiji, le camellia devient un symbole de mort: il était surtout planté autour des cimetières, et la fleur fanée qui tombe entièrement sans perdre ses pétales évoquait les décapitations "trophées" par les samourais (Nantabuki), avant de redevenir à la mode à la fin du XXe siècle.
C. japonica aurait été rapporté du Japon par les marchands portugais au XVIe siècle, puis à plusieurs reprises par les Britanniques en provenance de Chine, à la fin du XVIIIe siècle.

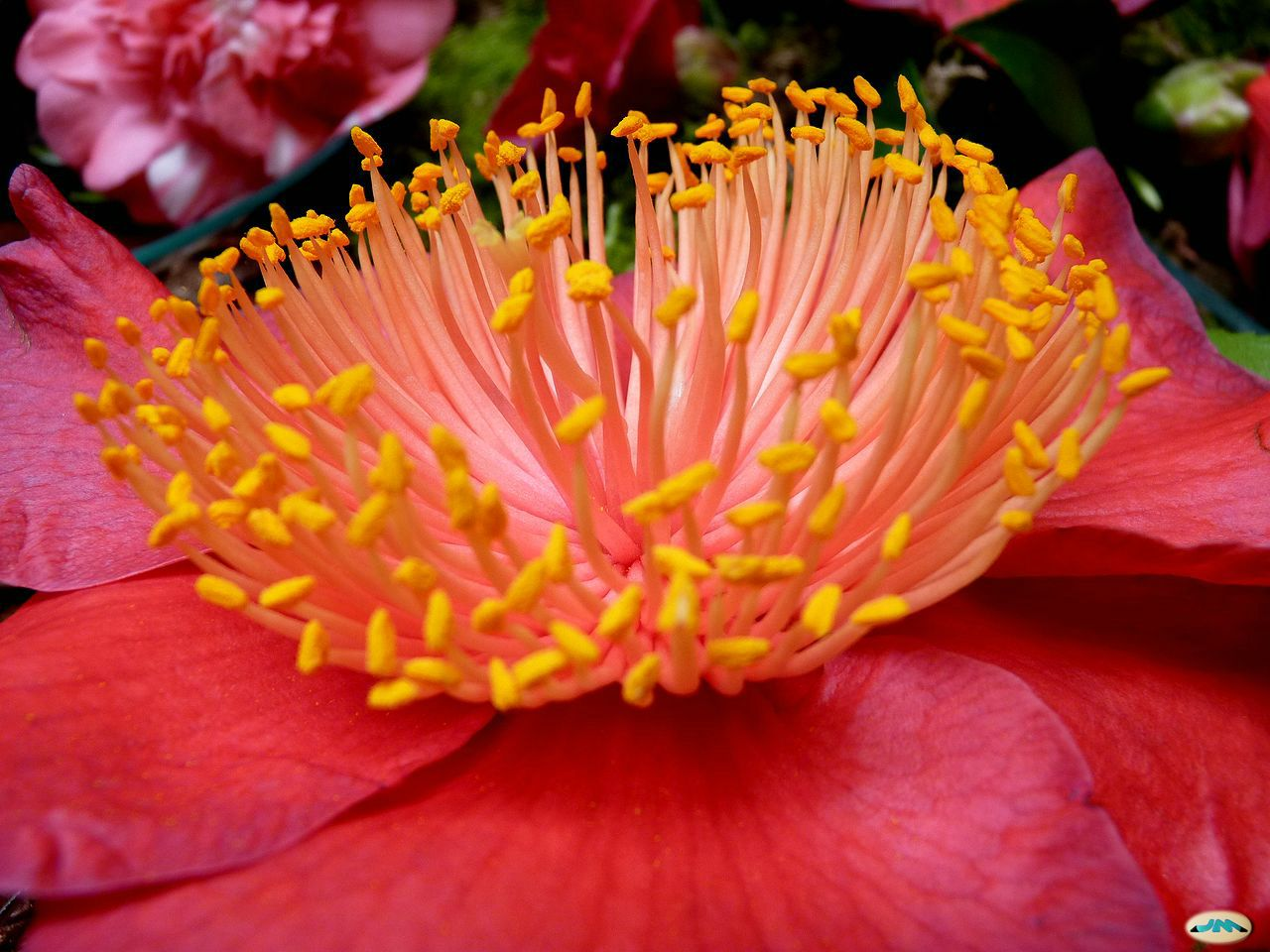

Joséphine de Beauharnais en a lancé la mode en France. Au XIXe siècle, Nantes et Angers étaient les principaux centres de production des camélias (d'abord surtout utilisés comme fleur coupée, avant de devenir des plantes de parcs). Aujourd'hui, la grande majorité des camélias français est produite dans le Finistère.
Certains spécimens japonais sont âgés d'au moins 500 ans.
Elle est la fleur de prédilection de Chanel, introduite par Mademoiselle. Elle est réinterprétée de multiples fois, en cuir, tweed, mousseline, satin...

## Orthographe
Alexandre Dumas (fils) a consacré l'orthographe Camélia dans son roman, La Dame aux camélias. Depuis c'est cette orthographe qui est favorisée par l'Académie française. Cependant, depuis le XIXe siècle, les amateurs et les professionnels ont également maintenu l'orthographe d'origine en latin, Camellia.
Les deux orthographes sont donc aujourd'hui en usage.

## Description
- Arbuste persistant
- Origine : Zone 7 - Japon, Corée, Chine
- Feuillage : vert foncé brillant, forme alterne, ovale à elliptique
- Fleurs : rouges, roses ou blanches
- Hauteur : 1 à 10 m (voire plus), à croissance lente.

La plupart des variétés s'épanouissent de décembre à avril, mais certains de ses 35 000 cultivars fleurissent jusqu'en juin.

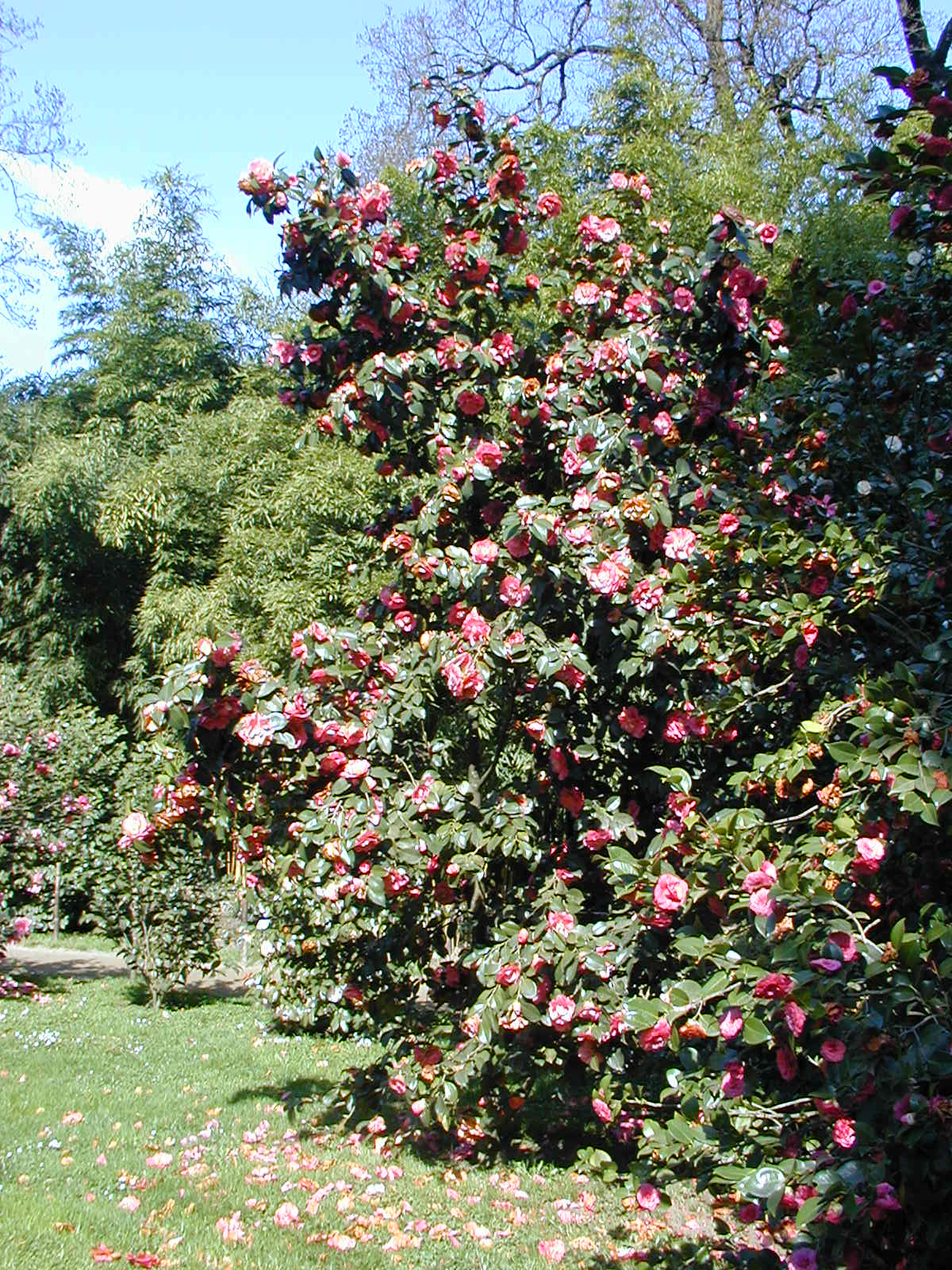
Camélia.
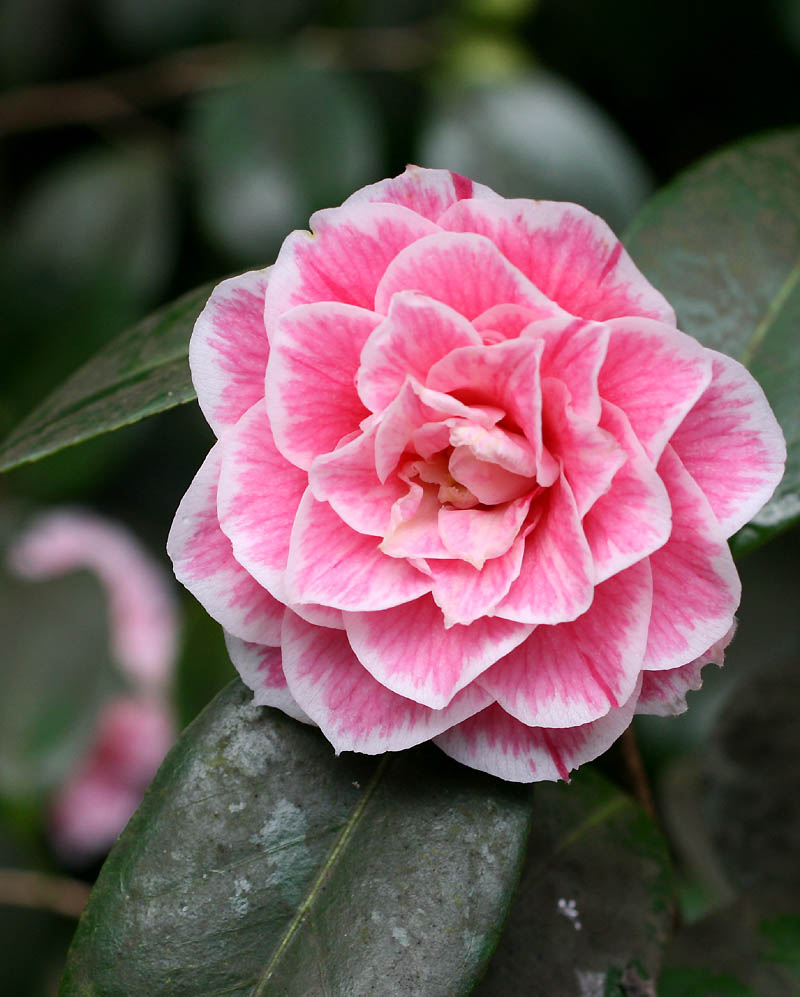
Camellia japonica 'Hikarugenji' au château de Trévarez.
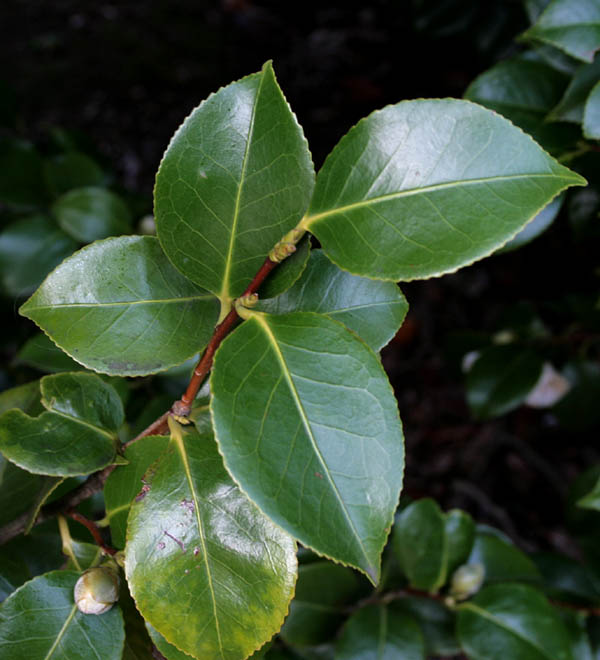
Feuillage du Camellia japonica 'Comte de Gomer' au château de Trévarez.
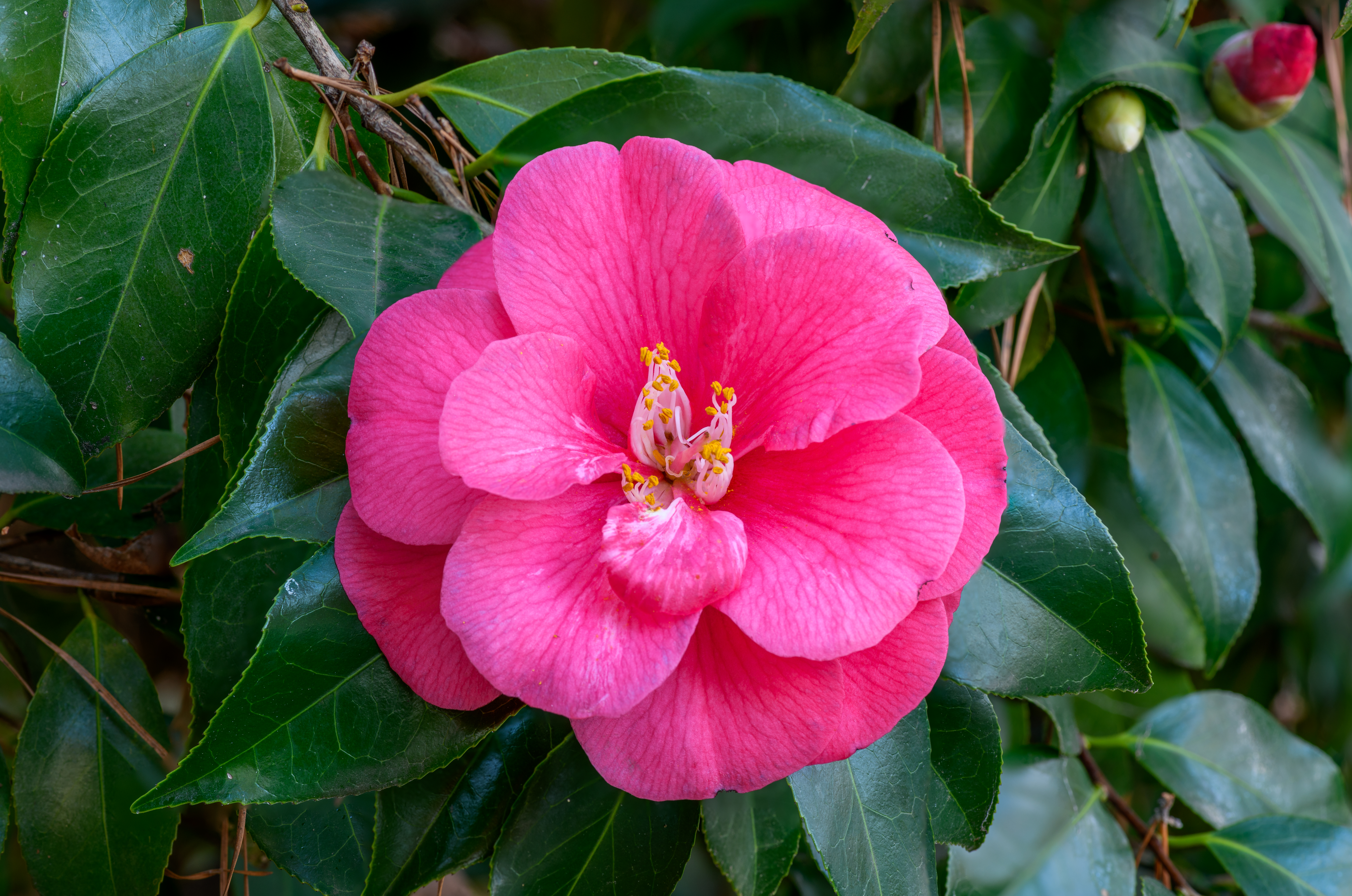
Camellia japonica au jardin botanique de Norfolk (Virginie). La fleur a une taille de 10 cm.
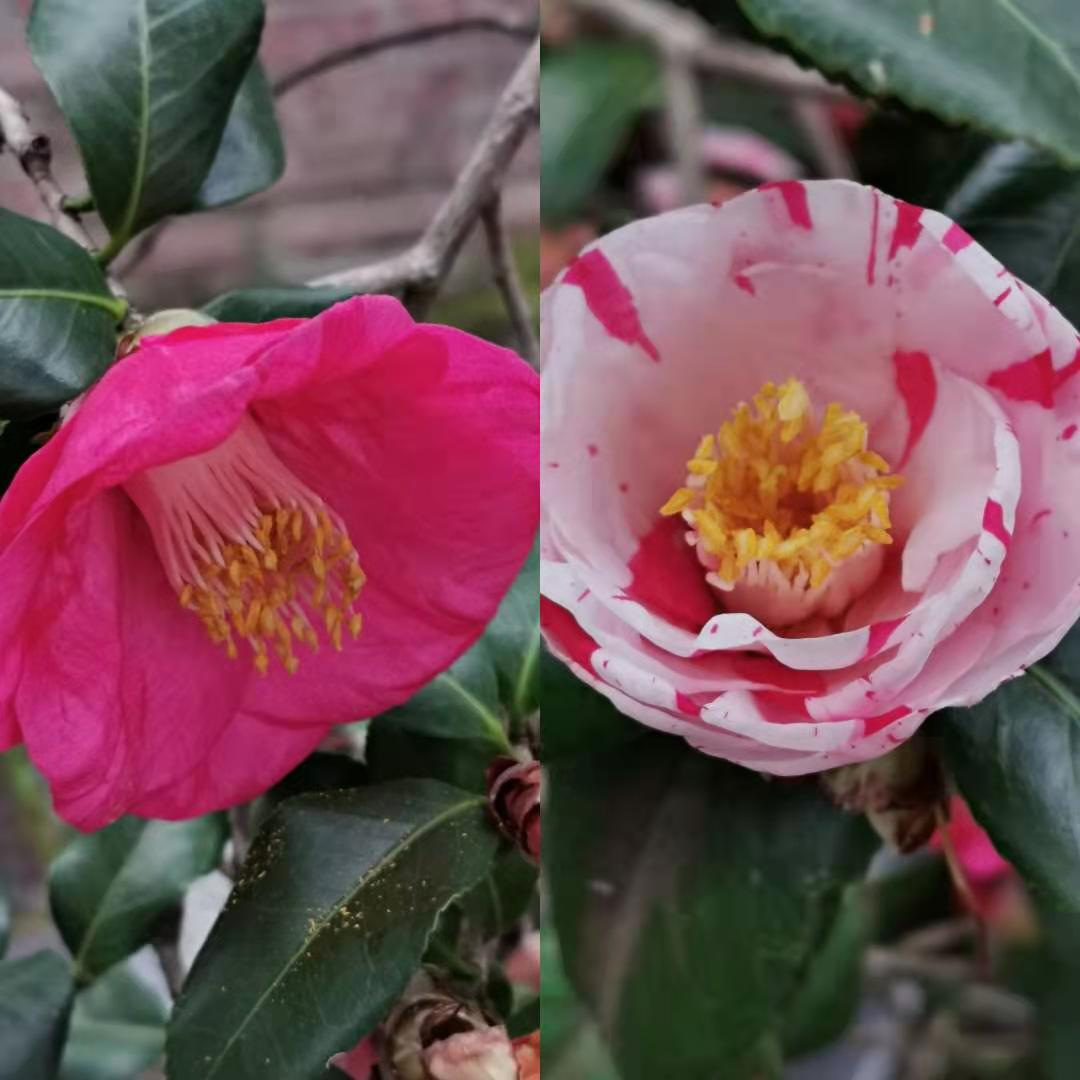
蝦夷錦 'Ezo-nishiki'. De taille moyenne, avec des marques rouges sur fond blanc, parfois une seule couleur : rose foncé.

## Variétés et couleurs
- Adolphe Audusson (rouge)
- Alba Plena (blanc)
- Althaeiflora (rouge)
- Anemoniflora (rouge)
- Angela Cocchi (blanc et traits rouges)
- Ann Blair Brown Variegated (rouge)
- April Kiss (rouge)
- Ashiya (rouge)
- Aspasia Macarthur (blanc et rose)
- Barbara Woodroof (rose)
- Bernhard Lauterbach (rose)
- Betty Sheffield Pink (blanc)
- Bicolore de la Reine (blanc et rose)
- Black Lace (rouge)
- Bob Hope (rouge)
- Bonomiana (blanc et traits rouges)
- C.M. Wilson (rose)
- Alba Casoretti
- Cornish Snow (blanc)
- Catherine Cathcart (rouge)
- Chandlers Elegance (rose et taches blanches)
- Colombo (rose et taches blanches ou inversement)
- Coquettii (rouge)
- Coronation (blanc)
- Corradino (rose et blanc)
- Countess of Derby (blanc et traits roses)
- Crimson Cup (rouge)
- Dahlohnega (blanc)
- Darsii (rouge)
- Delfosse (rouge)
- Dr. Tinsley (rose)
- Drama Girl (rouge)
- Duchesse de Berry (blanc)
- Duchesse de Nassau (blanc et rose)
- Ella Ward Parson (rose et blanc)
- Faith (rose foncé)
- Fimbriata (blanc)
- Frank Houser (rouge)
- Frankie Winn (rose)
- Frau Minna Seidel (rose)
- Fred Sander (rouge)
- Fukutsuzumi (rouge et rose)
- Grand Prix (rouge)
- Hakuhan-kujaku (rouge et rose)
- Happy Higo (rouge)
- Hikarugenji (rose et blanc)
- Il.Tramonto (rose)
- In the Pink (rose foncé)
- Jardin Albert Kahn (blanc ou rose)
- Kamo-honnnami (blanc)
- Kellingtonia (rouge et blanc)
- Kenkyou (blanc)
- Kikutouji (rose foncé)
- Koshi-no-fubuki
- Lady Vansittart' (blanc ou rose/blanc)
- Lauterbach (rose)
- Lavinia
- Lavinia Maggi (blanc/rouge)
- Leonard Messel (rose)
- Leopold (rouge)
- Linda Rosazza (blanc)
- Mathotiana (rouge)
- Mathotiana Alba (blanc)
- Mercury Supreme (blanc et rose foncé)
- Mikuni-no-homara (rose)
- Nobilissima (blanc)
- Nuccio's Cameo (rose)
- Nuccio's Jewel (rose)
- Nuccio's Pearl (blanc ou rose ou rouge)
- Pink diddi (rose)
- Pink Perfection (rose)
- Planipetala (blanc)
- Pozzi vera (rose foncé)
- Prince Frederick William (rose)
- Principessa Rospigliosi (blanc et rose foncé)
- Prof. G. Santarelli (rose)
- Roger Hall (rouge)
- Romiti (blanc et rose)
- Rubenscens (rouge)
- Rubescens Major (rouge)
- San Dimas (rose ou rouge)
- Saturnia (rouge)
- Sekidotaroan (rose)
- Shiro Chan (blanc-jaune)
- Shirokingyoba-tsubaki
- Shirowabisuke (blanc)
- Somersby (rouge)
- Tafuku-benten (rouge)
- Tama Glitters (blanc et rose foncé)
- Taro'an (rose foncé)
- The Czar (rose foncé)
- Tomorrow (rose foncé)
- Tricolor Imbricata Plena
- Tricolor (rose et rouge)
- Triphosa (blanc)
- Twilight (blanc)
- Variegata (rouge et traits blancs)
- Ville De Nante (rouge et traits blancs)
- Wark's White Single (blanc)
- Yamato Nishiki (blanc et rouge)
- Yukumi guruma (blanc)

## Vertus cosmétiques ou médicinales
Des tests in vitro laissent penser que Camellia japonica pourrait avoir des vertus protectrices de la peau (encore non comprises en 2019) contre la pollution de l'air